# Nordamerikanischer Ochsenfrosch
Der Nordamerikanische Ochsenfrosch (Lithobates catesbeianus, Syn.: Rana catesbeiana), auch Amerikanischer Ochsenfrosch genannt, ist eine ursprünglich nordamerikanische Amphibienart aus der Familie der Echten Frösche. Als durch den Menschen verbreitetes Neozoon kommt der große Frosch jedoch auch auf anderen Kontinenten vor.

## Merkmale
Der Nordamerikanische Ochsenfrosch ist ein besonders großer, kräftiger Froschlurch, der eine Kopf-Rumpf-Länge von bis zu 20 Zentimetern erreichen kann. Auffällig im Vergleich zu anderen Echten Fröschen ist auch sein großes Trommelfell, das bei Männchen den doppelten Augendurchmesser erreicht. Auf dem Rücken sind kleine Warzen verstreut. Die Rückenfarbe variiert zwischen olivgrün, grau und bräunlich, oft mit unregelmäßigen dunklen Flecken; der Kopf ist häufig hellgrün. Im Gegensatz zu europäischen Wasserfröschen (vergleiche Seefrosch, Kleiner Wasserfrosch, Teichfrosch) fehlen dem Ochsenfrosch Rückendrüsenleisten und ein mittiger Rückenstreifen sowie den Männchen paarige, seitliche Schallblasen. Die Bauchseite ist weißlich mit verwaschen grauer Fleckung oder Marmorierung, die Kehle cremefarben, bei männlichen Tieren gelblich. Die Männchen haben zur Paarungszeit dunkel pigmentierte Brunstschwielen. Ihre unpaare Schallblase ist kehlständig. Die damit erzeugten tiefen, grunzenden Einzellaute („brr-oam“) dienen als Balzrufe und sind weithin hörbar.

## Fortpflanzung

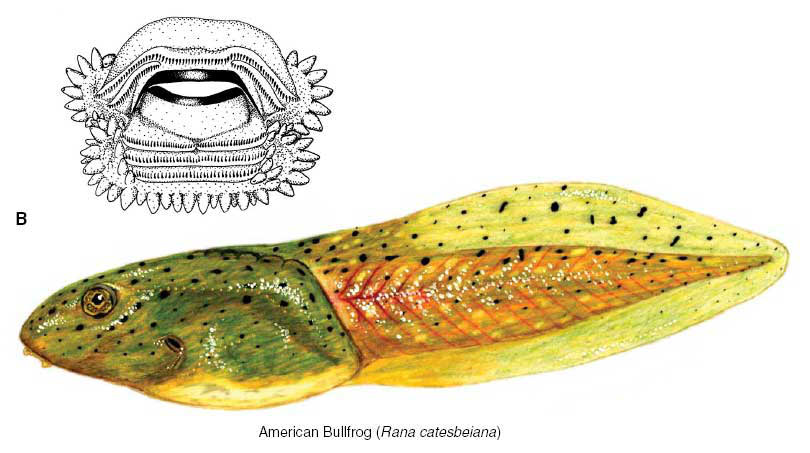
Kaulquappe des Nordamerikanischen Ochsenfrosches; oben das für die Artbestimmung bedeutsame Mundfeld

Die Laichzeit des Ochsenfrosches korreliert mit Wassertemperaturen von mindestens 17 bis 21 °C; in den südlichen Vereinigten Staaten ist das meist von Februar bis Oktober der Fall. Die balzenden Männchen zeigen ein territoriales Verhalten gegenüber Konkurrenten. Die  Umklammerung (Amplexus) verpaarter Tiere findet wie bei allen modernen Froschlurchen (Neobatrachia) axillar statt. Die Weibchen bringen große Laichballen aus 10.000 bis 25.000 dunklen Eiern hervor, die als Fladen an der Wasseroberfläche treiben. Die Entwicklung der Kaulquappen dauert am Nordrand ihres Verbreitungsgebietes mit bis zu drei Jahren extrem lange. In südlichen, warmen Regionen benötigen sie jedoch nur einige Monate bis zum Landgang. Ältere Larven sind etwa 11 bis 14 Zentimeter groß, metamorphosierte Jungfrösche 2,5 bis 6 Zentimeter.

## Lebensraum, Lebensweise und Verbreitung

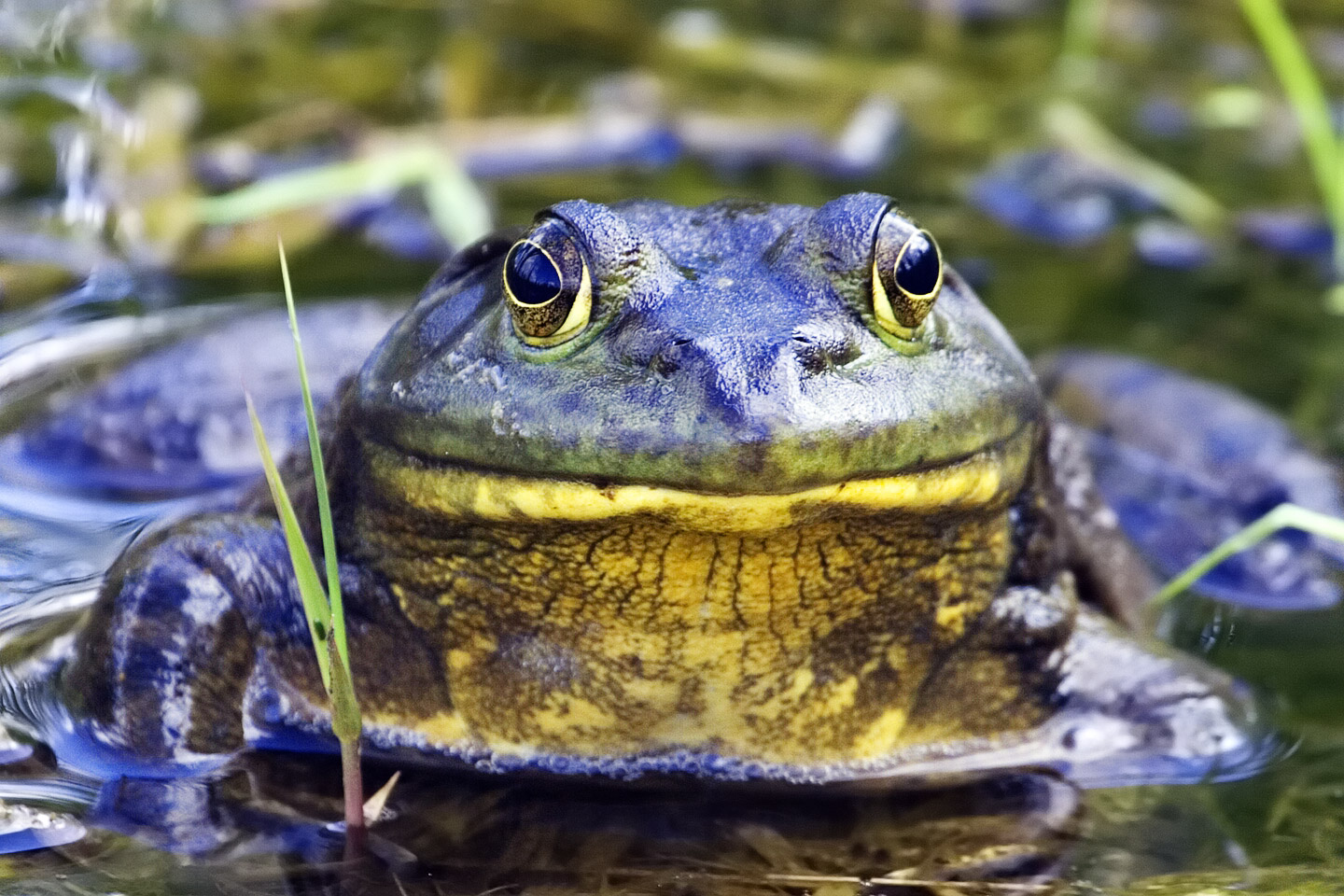
Vorderansicht eines Männchens

Diese Art des Ochsenfrosches besiedelt Flussufer, Seen, größere Weiher und Teiche, aber auch Reisfelder. Eine dichte Ufer- und Unterwasservegetation wird bevorzugt. Ochsenfrösche sind überwiegend nachtaktiv. Zu ihrem Nahrungsspektrum gehören andere Amphibien, verschiedenste Insekten, Nackt- und Schnirkelschnecken, Schnegel sowie gelegentlich auch Küken verschiedener Wasservögel, außerdem Kleinsäuger und junge Wasserschlangen.
Ursprünglich kommt der Ochsenfrosch aus dem östlichen und mittleren Nordamerika (Vereinigte Staaten, Kanada). Im Westen der Vereinigten Staaten wurde er künstlich angesiedelt. Auch in vielen anderen Gegenden wurde die Art vom Menschen als Neozoon eingeführt, so in Mexiko, auf Kuba, Puerto Rico, Jamaika, Hispaniola (Haiti, Dominikanische Republik), Hawaii, in Japan, China und Taiwan. Auch nach Europa wurde der große Frosch gebracht, unter anderem in das Vereinigte Königreich, nach Deutschland (siehe unten), in die Niederlande, nach Belgien, Frankreich, Griechenland und Italien. Besonders in Italien konnte sich der Ochsenfrosch seit den 1930er-Jahren dauerhaft und größerflächig etablieren, namentlich in der Po-Ebene und um Rom. 2018 ist der Ochsenfrosch auch im Delta des spanischen Flusses Ebro aufgetaucht und wird dort seither bekämpft. Es wurden vier ausgewachsene Frösche gefangen, die auch bereits Kaulquappen gezeugt haben.

## Bedrohung als Neozoon

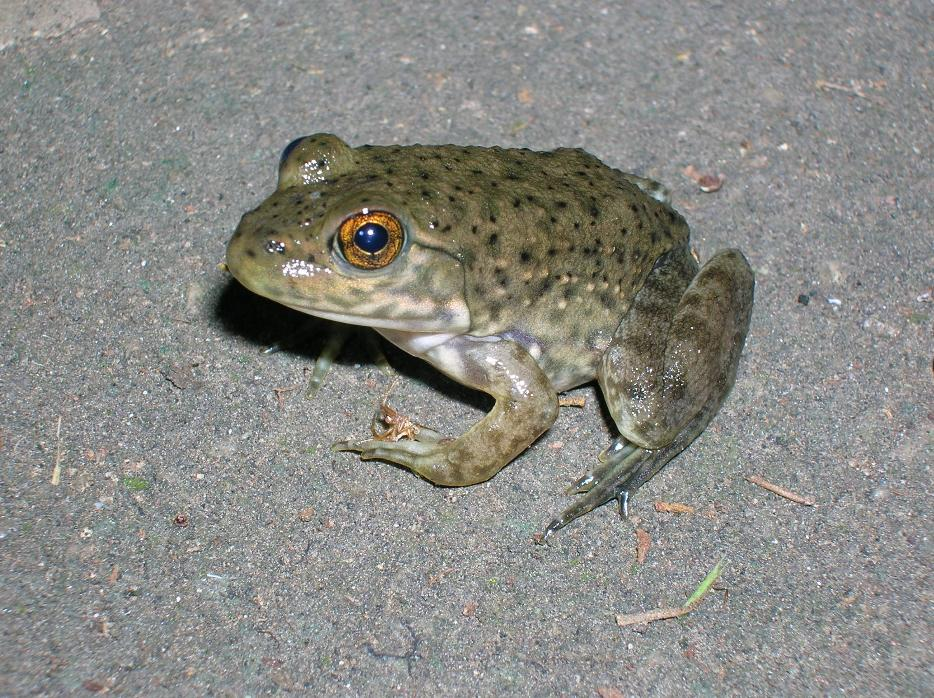
Grau gefärbtes Jungtier

Bedingt durch ihre schiere Größe und die Tatsache, dass Ochsenfrösche alles fressen, was sie überwältigen können, stellen sie als Neozoon eine ernste Bedrohung als Prädator und Nahrungskonkurrent dar. Das gilt insbesondere für andere Amphibienarten, die die Lebensräume mit ihnen teilen.
Die Ausbreitung in Europa wird dadurch gefördert, dass über den Tierhandel manchmal gezielt Kaulquappen angeboten werden, die für Gartenteiche gedacht sind, wo sie dann als Frösche aber nicht bleiben. In Deutschland haben sich besonders in den Altrheinauen der Oberrheinischen Tiefebene nennenswerte Populationen aufgebaut. Ungewöhnlich große Kaulquappen müssen allerdings nicht zwangsläufig vom Ochsenfrosch stammen: Auch die Knoblauchkröte, die Geburtshelferkröte und die verschiedenen Wasserfroscharten bringen sehr große Larven hervor. Erwachsene Tiere könnten vor allem mit älteren Exemplaren des Seefrosches verwechselt werden, bei denen eine Rückenlinie fehlen kann.
Eine weitere Bedrohung für einheimische Amphibienarten kann in der Einschleppung des Chytridpilzes (Batrachochytridium dendrobatidis) bestehen, der für das weltweite Amphibiensterben mitverantwortlich gemacht wird.
Der Nordamerikanische Ochsenfrosch ist in die Liste der unerwünschten Arten für die Europäische Union aufgenommen worden. Die Art zählt zu den 100 gefährlichsten Neobiota weltweit.
In Deutschland wird der Nordamerikanische Ochsenfrosch im Bereich des Regierungsbezirks Karlsruhe bejagt, um eine Ausbreitung über Baggerseen und größere Gewässer in den Kommunen Eggenstein-Leopoldshafen und Linkenheim-Hochstetten hinaus zu verhindern.

## Nutzung als Nahrungsmittel
In den USA werden Ochsenfrösche in den Südstaaten, sowie im Mittleren Westen als Nahrungsmittel genutzt, wobei nicht nur die Froschschenkel verzehrt werden. Während die Frösche früher auch in den USA noch von kleinen Booten aus mit Speeren gejagt wurden, ist der Wildfang mittlerweile reglementiert und rückläufig.
Sowohl in Asien und Südamerika, als auch in den USA gibt es mittlerweile große Aquakulturbetriebe, in denen Tiere für den menschlichen Verzehr gezüchtet werden. Abgesehen von einer kontinuierlichen Versorgung werden so Wildfänge eingedämmt, die negative Auswirkungen auf die betroffenen Lebensräume haben. Eine Schwierigkeit bei der Zucht ist, dass die Frösche in freier Wildbahn nur lebende Nahrung zu sich nehmen, daher werden die Futterpellets auf den Froschfarmen so in Bewegung versetzt, dass die Frösche sie für lebendig halten. Bei der Zucht zählen Infektionen durch Bakterien sowie Kannibalismus zu den größten Herausforderungen.